# Lucio Boezio
Lucio Boezio (talvolta citato solo come Boetius) (Roma, ... – 1144 circa) è stato un cardinale italiano.

## Biografia
In giovane età entrò nell'Ordine benedettino a Vallombrosa; ottenne il titolo di magister. Fu creato cardinale diacono dei Santi Vito e Modesto da papa Innocenzo II tra il 1130 e il 1134. Sottoscrisse le bolle papali tra il 7 giugno 1135 e il 23 maggio 1138. Successivamente optò per l'ordine dei cardinali presbiteri e il titolo di San Clemente; sottoscrisse le bolle papali tra il 13 febbraio 1139 e il 1º maggio 1143.
Morì intorno al 1144.